# 튜토리얼이 너무 어렵다
《튜토리얼이 너무 어렵다》는 판타지 소설로, 작가 gandara의 데뷔작이다. 문피아에서 2016년 10월 5일에 연재를 시작하여 2018년 6월 29일에 총 380화로 완결되었다. 이후 외전을 카카오페이지 독점으로 2018년 8월 11일부터 동년 11월 13일까지 연재했으며 총 53화로 완결되었다. 《튜토리얼이 너무 어렵다》는 신과 사람의 관계를 응시하는 주체와 응시되는 객체화시킨 유행, 소위 성좌물의 유행을 선도한 초기작이다.